# Werner W. Neumann
Werner W. Neumann (* 16. Juni 1916 in Erfurt, aufgewachsen in Naumburg (Saale); † 2003 in Frankfurt am Main) war ein deutscher Architekt und Maler, der in Frankfurt am Main wirkte. Für den hessischen Raum entwarf er vor allem verschiedene moderne evangelische Kirchenbauten.

## Leben und Werk
Vor dem Zweiten Weltkrieg studierte Werner W. Neumann an der Technischen Hochschule Dresden. Dort promovierte er 1943/1944 zum Doktor-Ingenieur (Dr.-Ing.) mit einer Dissertation über das Naumburger Bürgerhaus in der Renaissance. Als junger Architekt wirkte er u. a. an der Restaurierung des gotischen Naumburger Doms mit.
Nach dem Krieg arbeitete Neumann selbständig in Frankfurt am Main. Erste Erfahrungen sammelte er hier mit seiner Vorplanung für den Wiederaufbau der Rödelheimer Cyriakuskirche (1951/1953) und dem Neubau des Hotels Hessischer Hof (1952). An prominenter Stelle errichtete Neumann die moderne Frankfurter Weißfrauenkirche (1956). Als weitere Kirchenbauten in Hessen wären zu nennen: die Michaelskirche (1960) in Darmstadt, die Wartburgkirche (1962) in Frankfurt-Nordend, die Stephanuskirche (1962) in Bad Karlshafen, die Philippuskirche (1962, 1997 Abriss des Campanile) in Frankfurt-Riederwald, die Bergkirche (1966) in Frankfurt-Sachsenhausen, die Dreifaltigkeitskirche (1966) in Frankfurt-Bockenheim und die Dietrich-Bonhoeffer-Kirche (1969) in Frankfurt-Niederursel.
Für seine Kirchenbauten wählte Neumann eine feierliche Gestaltung. Im Vordergrund stand die Liturgie und die sich hierfür versammelnde Gemeinde. Mit diesem Gedanken soll er der Michaelsbruderschaft nahegestanden haben. Eng arbeitete Neumann mit bildenden Künstlern wie Helmut Lander, Christian Oehler oder Jürgen Weber zusammen. Ab den 1970er Jahren entwarf er vorrangig Profanarchitektur, von Wohnhäusern bis hin zu Verwaltungsbauten. Zuletzt wandte sich Neumann wieder verstärkt der Malerei zu.

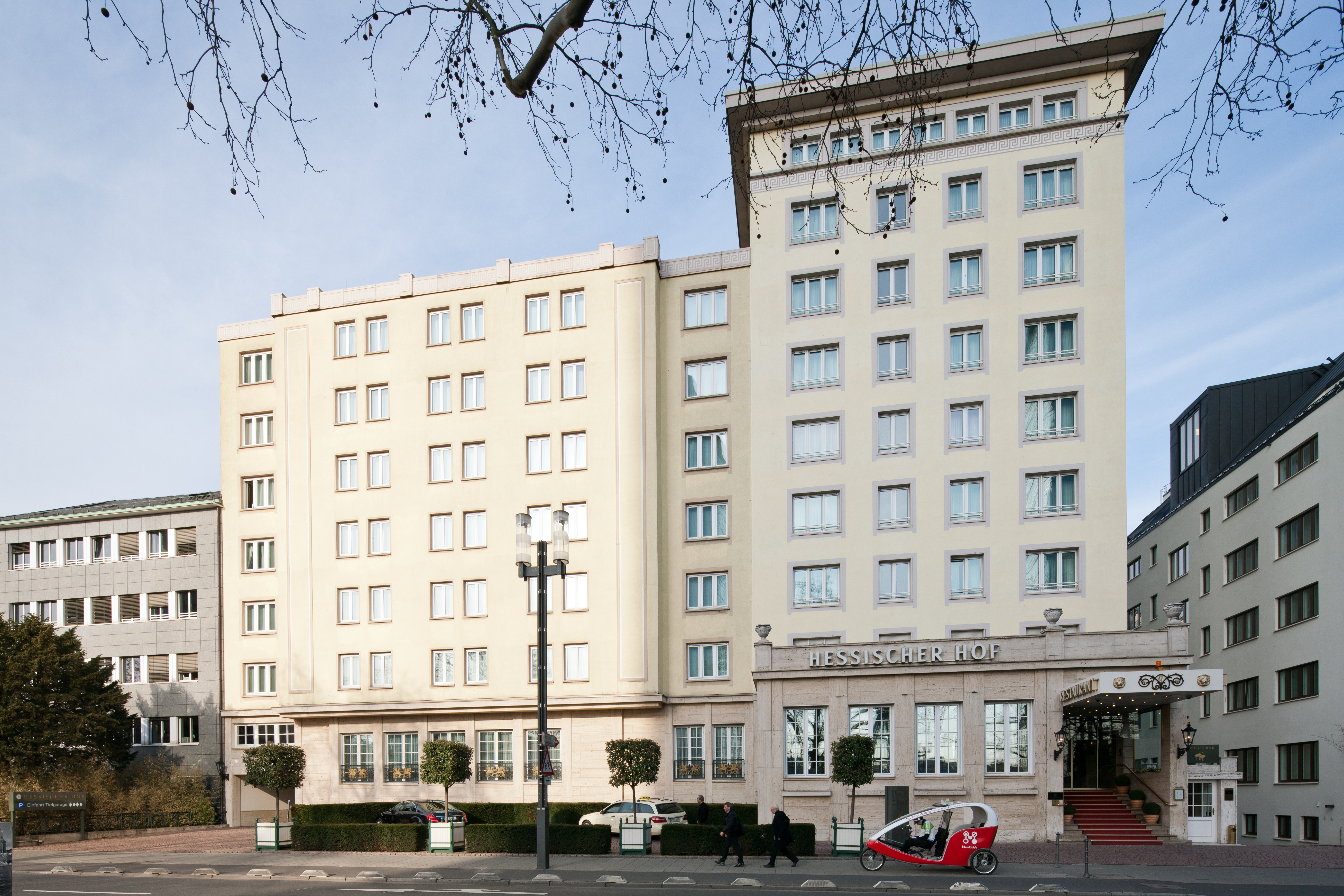
Frankfurt am Main, Hotel Hessischer Hof, 1952
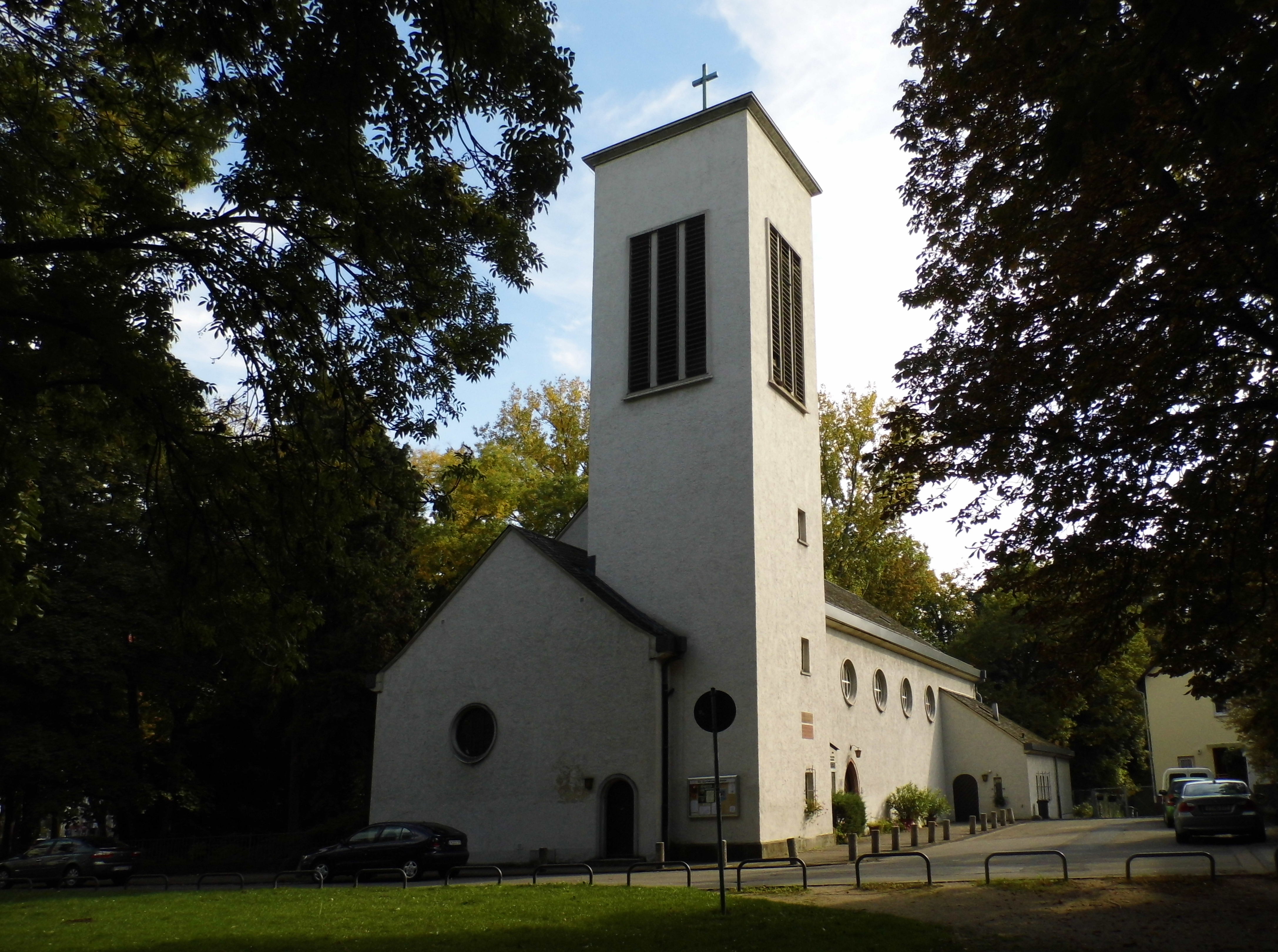
Frankfurt am Main, Cyriakuskirche, Wiederauf-/Neubau 1951/53
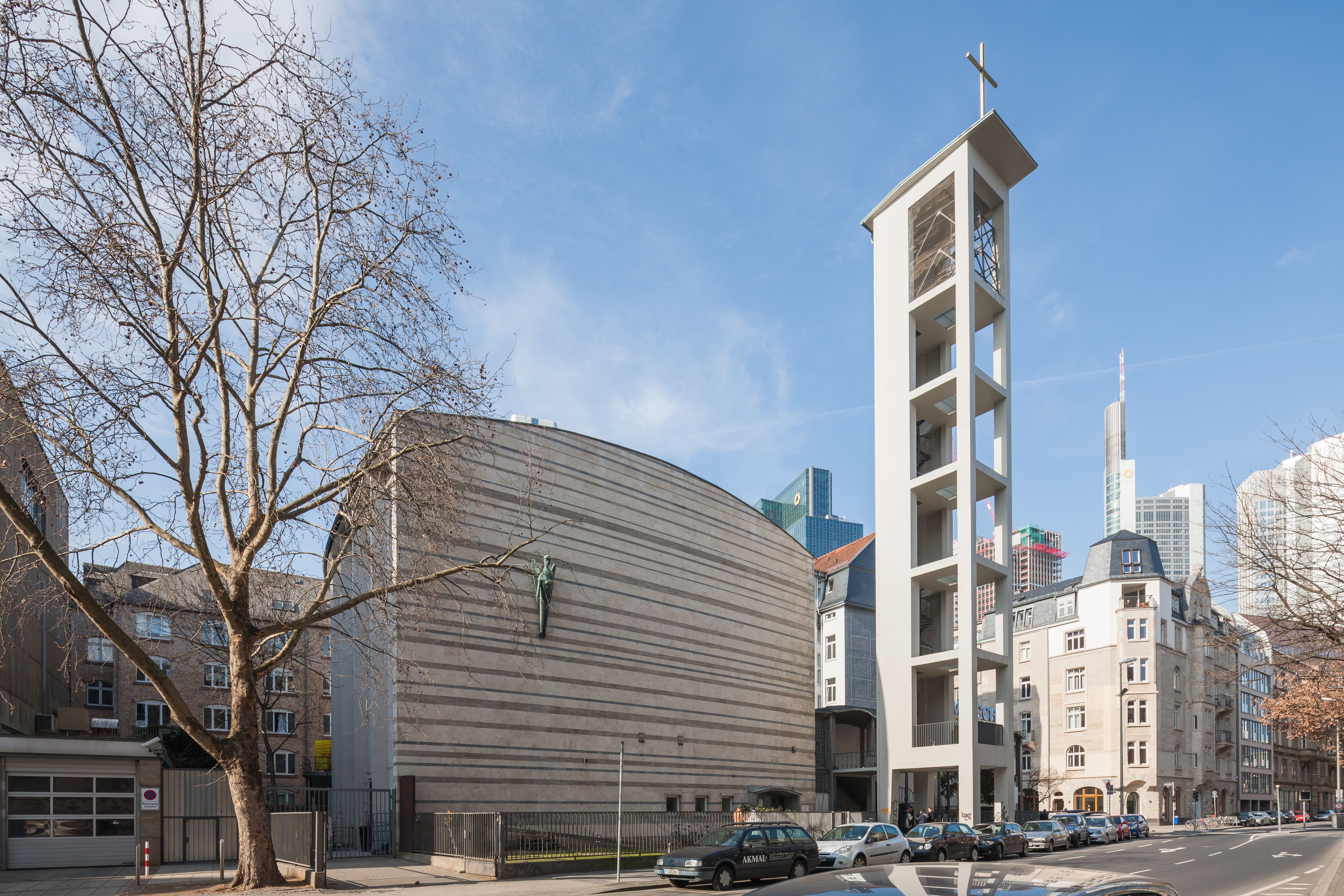
Frankfurt am Main, Weißfrauenkirche, 1956
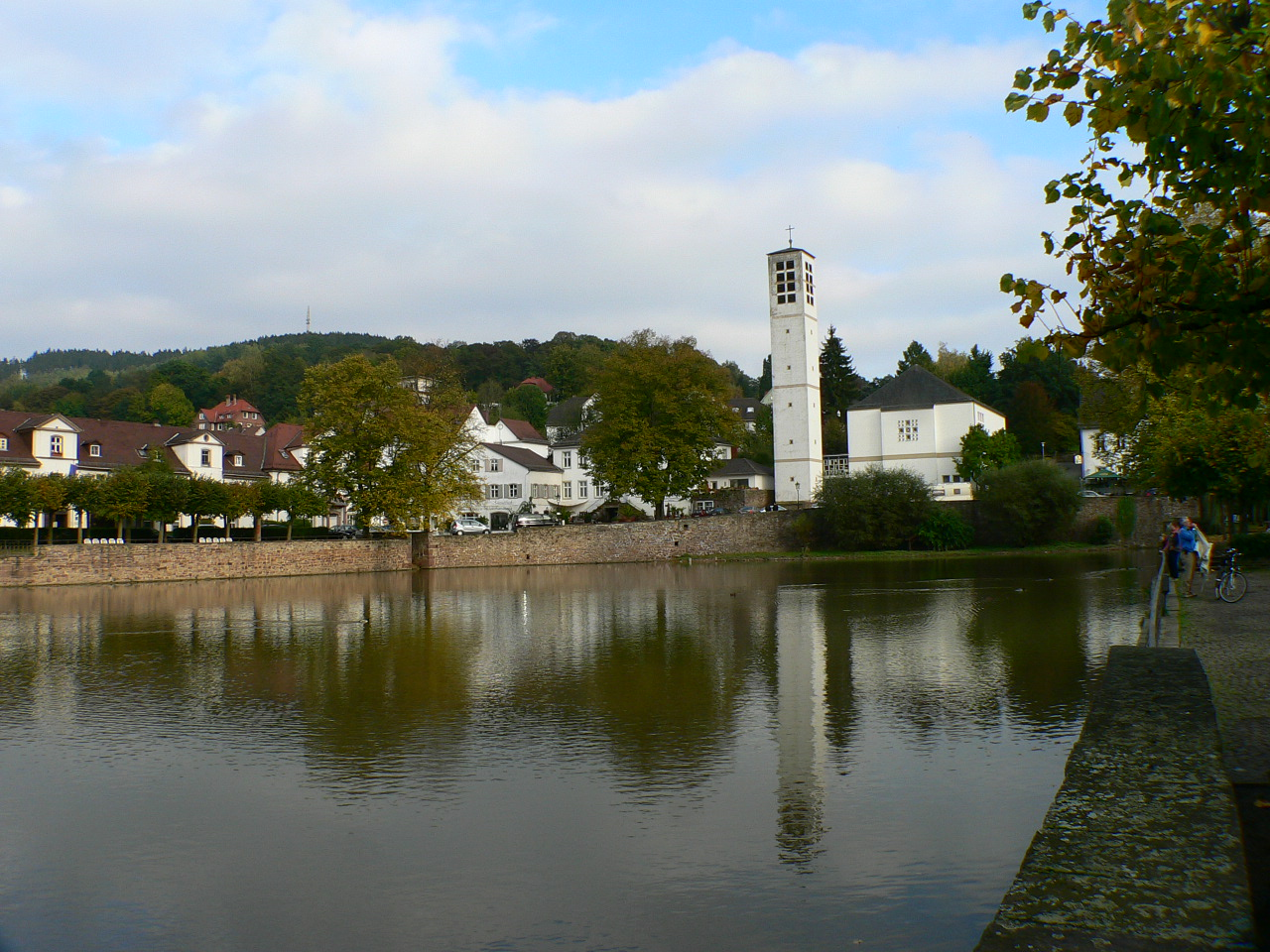
Karlshafen, Stephanuskirche, 1962
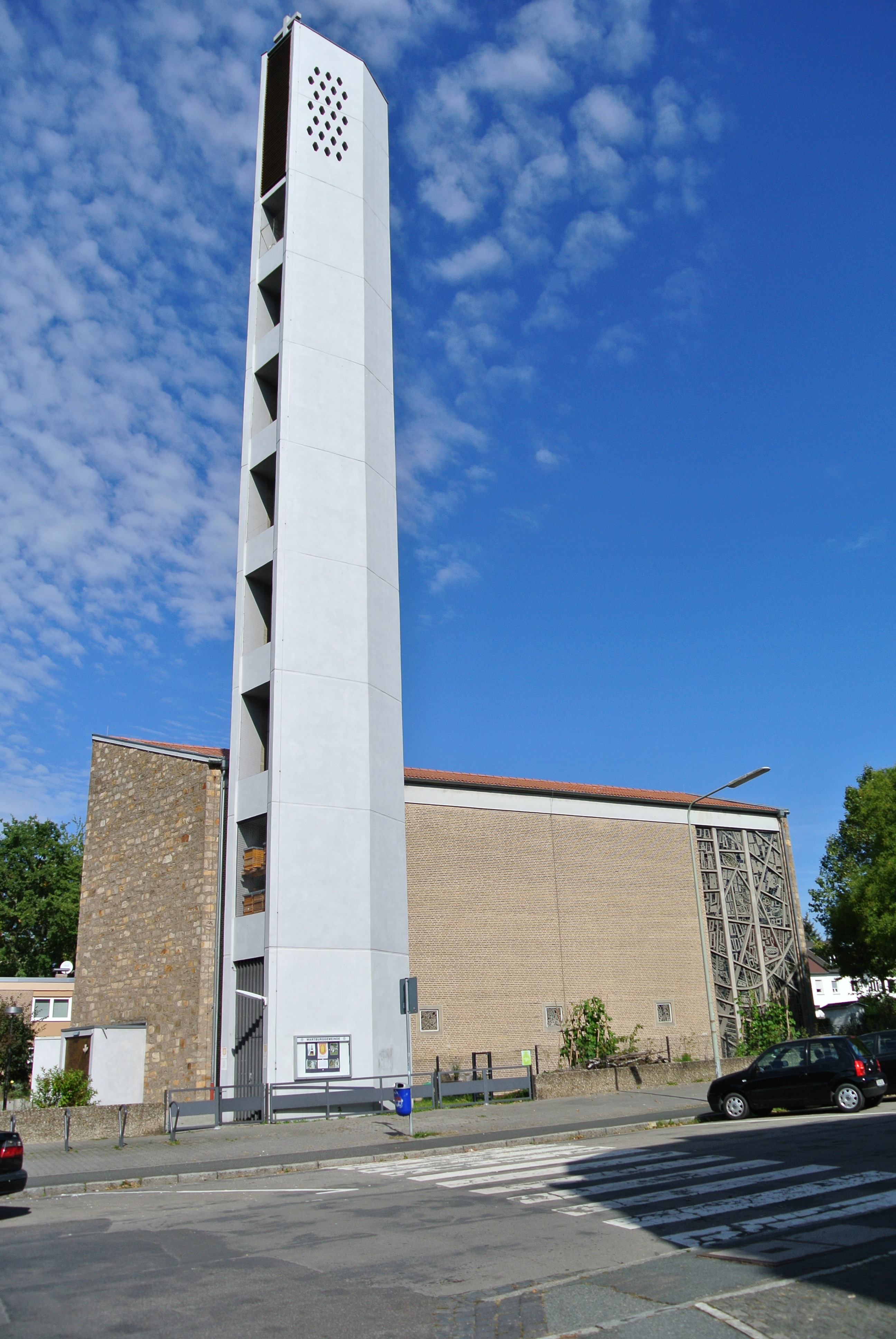
Frankfurt am Main, Wartburgkirche, 1962
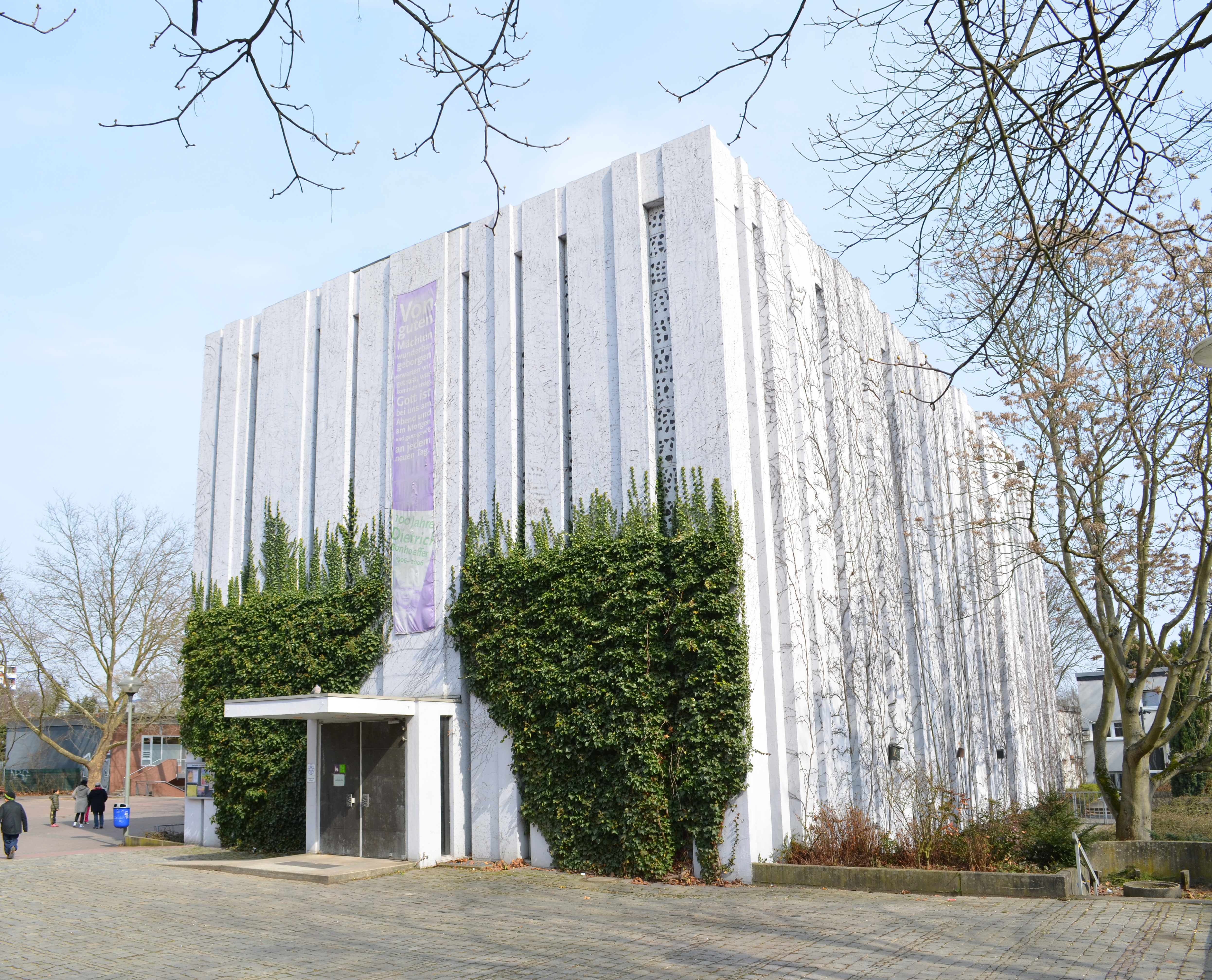
Frankfurt am Main, Dietrich-Bonhoeffer-Kirche, 1969
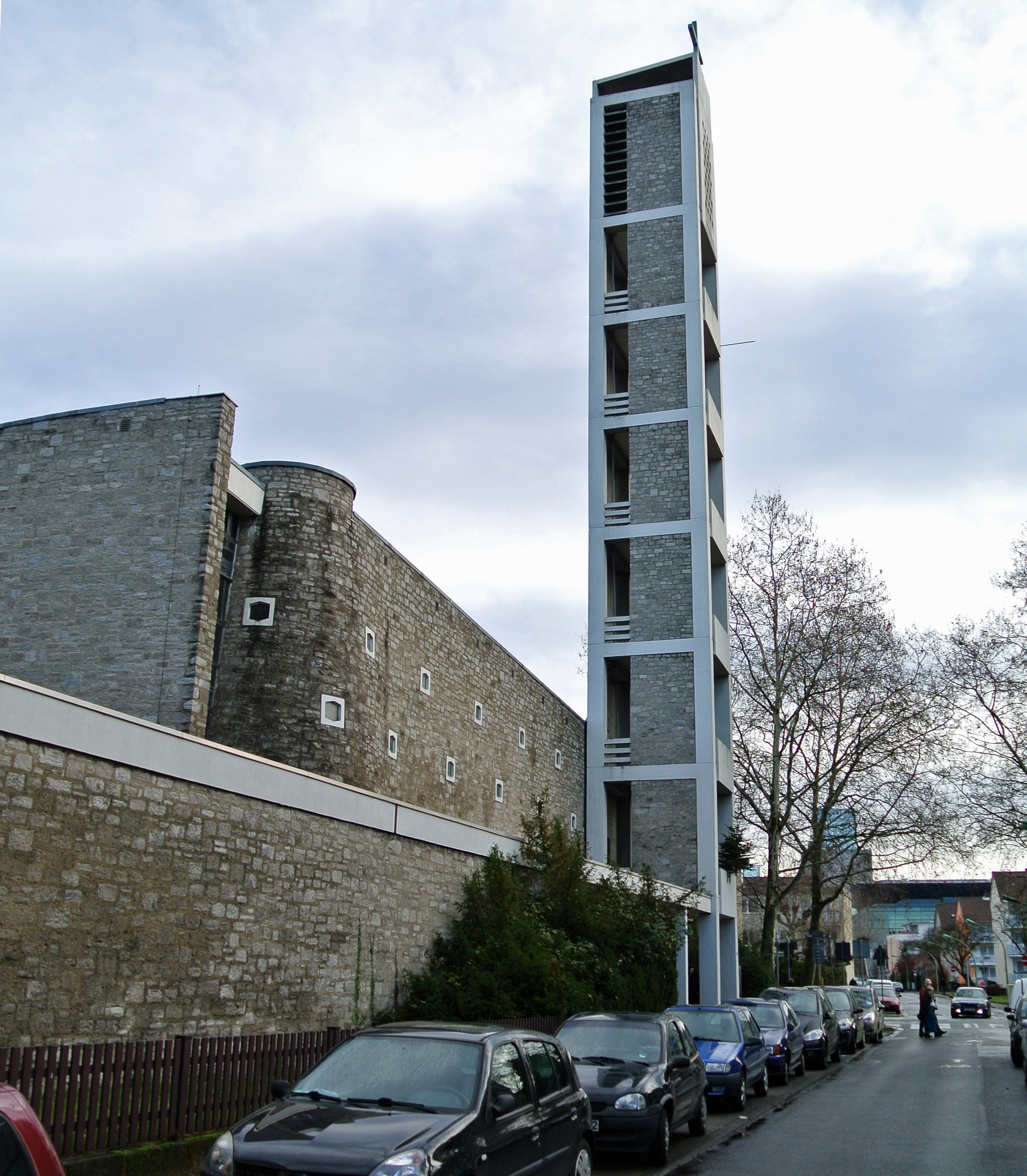
Frankfurt am Main, Dreifaltigkeitskirche, 1966

## Schriften
- Das Naumburger Bürgerhaus in der Renaissance. Dissertation, Technische Hochschule Dresden, 1943/1944. (als Buch publiziert erst 1998, herausgegeben von seinem Sohn, dem hessischen Denkmalpfleger Michael Neumann)